# إسماعيل بن محمد الأنصاري
إسماعيل بن محمد بن ماحي السعدي الأنصاري محقق ومحدث وفقيه إسلامي، ولد عام 1340هـ في الصحراء الكبرى، وتوفي يوم الجمعة 26 ذو القعدة 1417 هـ الموافق 4 أبريل 1997 م، وصلي عليه بعد صلاة الجمعة بجامع الإمام تركي بن عبد الله، ودفن في مقبرة العود.

## نسبه
هو إسماعيل بن محمد بن ماحي السعدي الأنصاري من ذرية الصحابي سعد بن عبادة.

## وصفه
وصف رحمه الله بالعلامة المحقق المدقق الناقد المحدث الثبت الفقيه اللغوي المرجع في رجال الحديث.

## طلبه للعلم
حفظ القرآن وهو ابن سبع سنين.
يقول ابن جبرين:(وقد اهتم في صغره بطلب العلم، وبذل جهداً كبيراً رغم الصعوبات، وقلة الإمكانيات، فذُكِر أنهُ كان في سن الطلب يُكلف بالحفظ، وكان يقطع نصف الليل أو ثلثيه في الدرس).

### شيوخه ومُجيزوه
نذكر منهم التالية أسماؤهم:
- محمد بن عبد الرحمن الأنصاري.
- محمد بن تاني الأنصاري.
- محمد الأمين الأنصاري.
- محمد الصالح الإدريسي.
- محمد بن هارون الإدريسي.
- أحمد بن محمد الصالح.
- الموفق الإدريسي.
- عبد الله المحمود المدني.

## عقيدته
صافية، وكان ينتهج المنهج السلفي السليم.
قال عنه صالح اللحيدان (رئيس مجلس القضاء الأعلى سابقاً):  أنه كان ذا عقيدة سليمة؛ وأكد على ذلك صالح السدلان (أستاذ الدراسات العليا، بجامعة الأمام محمد بن سعود الإسلامية).

## سيرته
قد كان من أهل العبادة، والمحافظة على الأعمال الصالحة من: تهجد، وتلاوة، وذكر، وأوراد، وأدعية، وقربات. وكثير النفقة بما حصل له قانع بما تيسر؛ وأكد على ذلك ابن جبرين (عضو اللجنة الدائمة للإفتاء).

## علمه
| إسماعيل بن محمد الأنصاري | كان على قدر كبير من معرفة الحديث، ورجاله، والفقه، والعقيدة. | إسماعيل بن محمد الأنصاري |

| إسماعيل بن محمد الأنصاري | لديه تمكن في علم الجرح والتعديل، وعلم الحديث. | إسماعيل بن محمد الأنصاري |

| إسماعيل بن محمد الأنصاري | وقد توغَّل في علم النحو، والصرف، واللغة. | إسماعيل بن محمد الأنصاري |

قال ابن جبرين عضو اللجنة الدائمة للإفتاء: قد تولى تدريس التفسير وغيره، وقرأنا عليه في تفسير الجلالين، وشرح بلوغ المرام، وفي ألفية ابن مالك، ولامية الأفعال لابن مالك، وشرح ورقات إمام الحرمين، وشرح ألفية الحديث للعراقي، وغيره.
"إنه الوحيد الذي لديه إجازات كثيرة في كثير من العلوم، أما الحديث، وعلومه، ورجاله فهو فارس ميدانه، فإنه يروي بالسند المتصل إلى مؤلفي الكتب صدقاً لا كذباً".
كتبه: محمد آل إسماعيل - مدير عام فرع وزارة الشؤون الإسلامية والأوقاف والدعوة والإرشاد، بالمنطقة الشرقية.

## وظائفه[10]
- في عام 1370 هـ عين مدرساً في المدرسة الصولتية في القسم العالي والثانوي، وكانت من أعمر المدارس بالعلم والعلماء والطلاب.
- في 1372/3/12 هـ أذن له بالتدريس في المسجد الحرام.
- في 1374/1/1 هـ عين مدرساً في معهد الرياض العلمي، كما درس في مسجد المفتي (محمد بن إبراهيم آل الشيخ).
- في 1375/1/1 هـ عين مدرساً في معهد إمام الدعوة.
- في 1382/2/1 هـ عين عضواً في دار الإفتاء.
- في 1384/6/13 هـ عُيّن قاضياً بالمحكمة الكبرى بالرياض.
- في 1385/8/1 هـ عين مديراً للمكتبة السعودية بدار الإفتاء، وكلف بالقيام بعمل محضر بحوث دينية والإشراف على ما ينشر في الصحف.
- في 1392/5/9 هـ عين باحثاً باللجنة الدائمة لهيئة كبار العلماء.

## أعماله في البحث العلمي
- قال عنه المفتي عبد العزيز بن عبد الله بن باز إبان رئاسته –الرئاسة العامة للبحوث العلمية والإفتاء -:(إسماعيل الأنصاري أحد العلماء المعتبرين، وقد أسندنا إليه إعداد بحوث علمية تتولى اللجنة الدائمة للبحوث العلمية والإفتاء الاستعانة بها في تقديم بحوثها إلى هيئة كبار العلماء، لدراسة مواضيعها لدى الهيئة في دوراتها، وليس لدينا في الرئاسة من البحاث من هو أفضل منه علماً ونشاطاً وقدرة وسعة اطلاع، وهو بحق يعتبر من العلماء الأفاضل).
- قال عنه إبراهيم بن محمد بن إبراهيم آل الشيخ إبان رئاسة - الرئاسة العامة للبحوث العلمية الإفتاء - إنه: على درجة عالية من الجودة والإتقان في إعداد بحوث علمية مطولة للجنة الدائمة للبحوث العلمية والإفتاء ولهيئة كبار العلماء، ودراسة كثير من الكتب وتنقيحها، وتصحيح بعض المخطوطات العلمية والكتب والرسائل التي تقوم هذه الرئاسة بطباعتها في إطار نشر الكتب السلفية النافعة).
- قال عنه صالح بن محمد اللحيدان - رئيس مجلس القضاء الأعلى، وعضو هيئة كبار العلماء -: (كان واسع الاطلاع نقي السريرة، من النوادر في الاهتداء إلى مواطن البحث العلمي وأماكن المسائل، فكانت له طريقة الفذة، وكان على قدر كبير من معرفة الحديث ورجاله والفقه والعقيدة، وهو من النوادر في معرفة أماكن البحث في عدد من الكتب إذا أراد إعداد بحث معين سرعان ما يحدد أماكن أصوله، وكان يقوم بالعمل الذي يوكل إليه خير قيام في إعداد بعض البحوث التي تطلب منه والتحضير لها، وربما قام بالرد على بعض الأمور على الذين يخالفون العقيدة الصحيحة في كتاباتهم). (وهو من النوادر في معرفة أماكن البحث في عدد من الكتب إذا أراد إعداد بحث معين سرعان ما يحدد أماكن أصوله).

- قال عنه عبد الله بن عبد الرحمن الجبرين - عضو اللجنة الدائمة للإفتاء سابقاً - : (تولى كتابة البحوث التي تطلب من الدار، والإجابة التحريرية على الأسئلة، وإعداد المقالات المطلوبة من دار الإفتاء، وقام بذلك أتم قيام فقد وهبه الله - تعالى - القدرة على الإنشاء وسهلت عليه الكتابة، وتمكن من الاطلاع على الكتب ومعرفة محتوياتها). (وقد بقي طوال هذه السنين عاكفاً على البحث والكتابة والتعقب للمقالات التي تعترض على التوحيد أو تنقد شيئاً من تعاليم الإسلام وألف في ذلك عدة رسالات مطبوعة مشهورة في فنون متعددة).

## تلاميذه من الدارسين عليه، أو المُجازِين منه
نذكر منهم التالية أسماؤهم:
- عبد الله بن عبد الرحمن الجبرين - (عضو اللجنة الدائمة للإفتاء).
- عبد العزيز بن عبد الله آل الشيخ (مفتي عام المملكة العربية السعودية).
- عبد الله بن عبدالرحمن السعد (محدث، ومرجع في علم الحديث).

- عبد الرحمن بن عبد الله الفريان (رئيس الجمعية الخيرية لتحفيظ القرآن الكريم، بمنطقة الرياض).
- صالح بن عبد العزيز آل الشيخ (وزير الشؤون الإسلامية والأوقاف والدعوة والإرشاد).
- محمد بن عبد الرحمن آل إسماعيل (مدير عام فرع وزارة الشؤون الإسلامية والأوقاف والدعوة والإرشاد، بالمنطقة الشرقية).

## ثناء أهل العلم عليه
وقد أثنى عليه جمعٌ من أهل العلم، وأطلقوا عليه:
- العلامة الكبير.

(كتبه: محمد الأمين الشنقيطي صاحب كتاب أضواء البيان في إيضاح القرآن بالقرآن).
- أحد العلماء المعتبرين.

(كتبه: ابن باز المفتي العام للمملكة العربية السعودية).
- ثقة معروف.

(كتبه: ابن باز المفتي العام للمملكة العربية السعودية).
- أحد العلماء الأجلاء.

(كتبه: عبد الرزاق عفيفي نائب رئيس اللجنة الدائمة للبحوث العلمية والإفتاء)
- من بحور العلم، وأهل التفنن.

(قاله: ابن جبرين عضو اللجنة الدائمة للإفتاء).
- وهو يعتبر من العلماء النادرين.

(قاله: صالح اللحيدان - رئيس مجلس القضاء الأعلى سابقاً).

## مؤلفاته
كان مُكثِرًا من التأليف والمقالات التي ينشرها في المجلات والصحف، والتعليق والتحقيق للكتب المخطوطة، فمنها:
- 1- إباحة التحلِّي بالذهب المحلَّق للنساء، والرد على الألباني في تحريمه، (ط).
- 2. الإرشاد في القطع بقبول الآحاد، (ط).
- 3. الإلمام بشرح عمدة الأحكام، في مجلدين، (ط).
- 4. الانتصار لشيخ الإسلام محمد بن عبد الوهاب، (ط).
- 5. بيان موقف المحقِّقين من انحرافات المتصوفة، وهو رد على علوي المالكي، نُشِر في بعض أعداد المنهل عام (1374هـ) بعنوان «الصوفية وتفسير القرآن»، (ط).
- 6. تجريد أحاديث الإسراء والمعراج من تفسير ابن كثير، والتعليق عليها، (ط).
- 7. تحريم الملاهي، (ط).
- 8. التحفة الربانية شرح الأربعين النووية، مع الأحاديث التي زادها ابن رجب، (ط).
- 9. تصحيح حديث صلاة التراويح عشرين ركعة، (ط).
- 10. التعقُّبات على سلسلة الأحاديث الضعيفة والموضوعة للألباني، (مخطوط).
- 11. رسالة في شأن الخضر -، (خ).
- 12. رسالة في نقد الاشتراكية، (ط).
- 13. رسالة في الردِّ على الألباني في انتقاده الشيخ سليمان بن عبد الله بن الإمام محمد بن عبد الوهاب، بقوله: «إنَّه لا يُعتَمد عليه في التخريج»، (ط).
- 14. رسالة في منع إثبات شهر رمضان بالحساب الفلكي، وهو ردٌّ على رسالة الشيخ أحمد شاكر في إباحة ذلك، نشر في عددين من جريدة البلاد، في عام (1375 هـ)، بعنوان «لو غيرك قالها يا أستاذ!»، (ط).
- 15. ردٌّ على الغزالي، (خ).
- 16. ردٌّ على محمد بن علوي المالكي في كتابه «مفاهيم يجب أن تُصَحَّح»، (خ).
- 17. القول الفصل في حكم الاحتفال بمولد خير الرسل - صلَّى الله عليه وسلَّم - (ط).
- 18. القول المستجاد في صحة قصيدة بانت سعاد، (ط).
- 19. موقفنا من حملة الألباني على ابن حبان، (خ).
- 20. النبذة النحوية، في ترتيب الأجرومية، (ط).
- 21. نقد تعليقات الألباني على شرح الطحاوية، (ط).
- 22. نشيد الفرح، (ط).
- 23. كتاب تتبع فيه أحكام القرآن، لأبي بكر بن العربي المالكي، (خ).
- 24. كتاب في الرد على مُنكِر السنة النبوية في مجلد، ردَّ به على رشاد خليفة إمام مسجد توسان، (خ).
- 25. تنبيهات على تحقيق الدكتور فاروق حمادة، لكتاب عمل اليوم والليلة، للنسائي، (ط).
- 26. حكم بناء الكنائس والمعابد الشركية في بلاد المسلمين (ط) بتقديم الشيخ عبد العزيز ابن باز -.
- 27. جزء في جواز الاستعانة بالمشركين، (خ).
- 28. رد على كتاب ضعيف كتاب التوحيد لصغير الشمري (خ) وغيرها.

## تحقيقاته وتعليقاته
صحَّح كتبًا كثيرة وعلَّق عليها، منها :
1. الحيدة، لعبد العزيز الكتاني، (ط).
2. شرح العقيدة الواسطية؛ لهراس (ط).
3. تطهير الاعتقاد؛ للصنعاني (ط).
4. الرد على الجهمية ويليه كتاب السنة؛ كلاهما للإمام أحمد (ط).
5. كتب الشيخ: محمد بن عبد الوهاب.
6. مجموعة المناسك لابن تيمية وابن القيم والصنعاني (ط).
7. كتاب الصارم المنكي، لابن عبد الهادي، (ط).
8. فتح المجيد شرح كتاب التوحيد، للشيخ عبد الرحمن بن حسن بن محمد بن عبد الوهاب (ط).
9. قرة عيون الموحدين، للشيخ عبد الرحمن بن حسن.
10. القبرصية، لشيخ الإسلام لابن تيمية.
11. الفقيه والمتفقه، للخطيب البغدادي، (ط).
12. تخريج رسالة ابن حزم في البيوع وتحقيقها، وتخريج رسالته في الإمامة وتحقيقها، (خ). وغيرها.

وبدأ نشر رُدودِه تلك في الصحف والمجلات السعودية في ذلك الوقت، وكان من جملةِ مَن تعقَّبهم في بعض المسائل العلمية في ذلك الوقت :
- المحدث أحمد شاكر، في عددين.
- المفسر محمد الأمين الشنقيطي، صاحب «أضواء البيان».
- المحدث عبد الحق بن عبد الواحد الهاشمي، وهو أحد شيوخه.
- محمد حامد الفقي، في عِدَّة مقالات.
- عبد العزيز بن راشد.
- عبد الله الخياط.
- علوي بن عباس المالكي، في ثلاثة مقالات بعنوان «الصوفية وتفسير القرآن».
- محمد مصطفى العلوي الشنقيطي.
- محمود الملاح، في ثلاثة مقالات.
- عبد المنعم النمر.
- أحمد محمد جمال، في عدة مقالات.
- أبو تراب بن عبد الحق الظاهري اللغوي.
- محمد حسن عواد.
- بنت الشاطئ وغيرهم.

وكان يلتَزِم في رُدُوده تلك بالإنصاف والأدب والتجرُّد للحق، وعدم المداراة، حتى أحبَّ ردودَه وحرص عليها كبارُ أهل العلم في ذلك الوقت؛ كمفتي الديار السعودية حينذاك العلاَّمة محمد بن إبراهيم آل الشيخ ومفتى الديار السعودية السابق عبد العزيز بن عبد الله بن باز،  وصالح بن محمد اللحيدان رئيس مجلس القضاء الأعلى، وغيرهم.[وفقًا لِمَن؟]

## وفاته
كان ضعيفَ البنيَة، تكاثَرت عليه الأمراضُ حتى أقعدَتْه ومنعَتْه الخروجَ، وفي آخِر حياته كان يتردَّد على المستشفيات كثيرًا، واستمرَّ كذلك قرابةَ السنتين، تارَةً تتحسَّن صحَّته فيخرج إلى منزله شهرين أو ثلاثة، وتارَةً يعود إليه، إلى أن توفاه الله والناس في صلاة فجر الجمعة (26/11 ذو القعدة 1417هـ)، وصلي عليه بالجامع الكبير بالرياض، وأمَّ المصلِّين تلميذه عبد العزيز بن عبد الله آل الشيخ، المفتي العام للمملكة العربيَّة السعوديَّة حاليًّا، ودُفِن بمقبرة العود بالرياض